# 波除碑
波除碑（なみよけひ）は、東京都江東区にある自然災害伝承碑。2か所に現存する。東京都指定有形文化財。

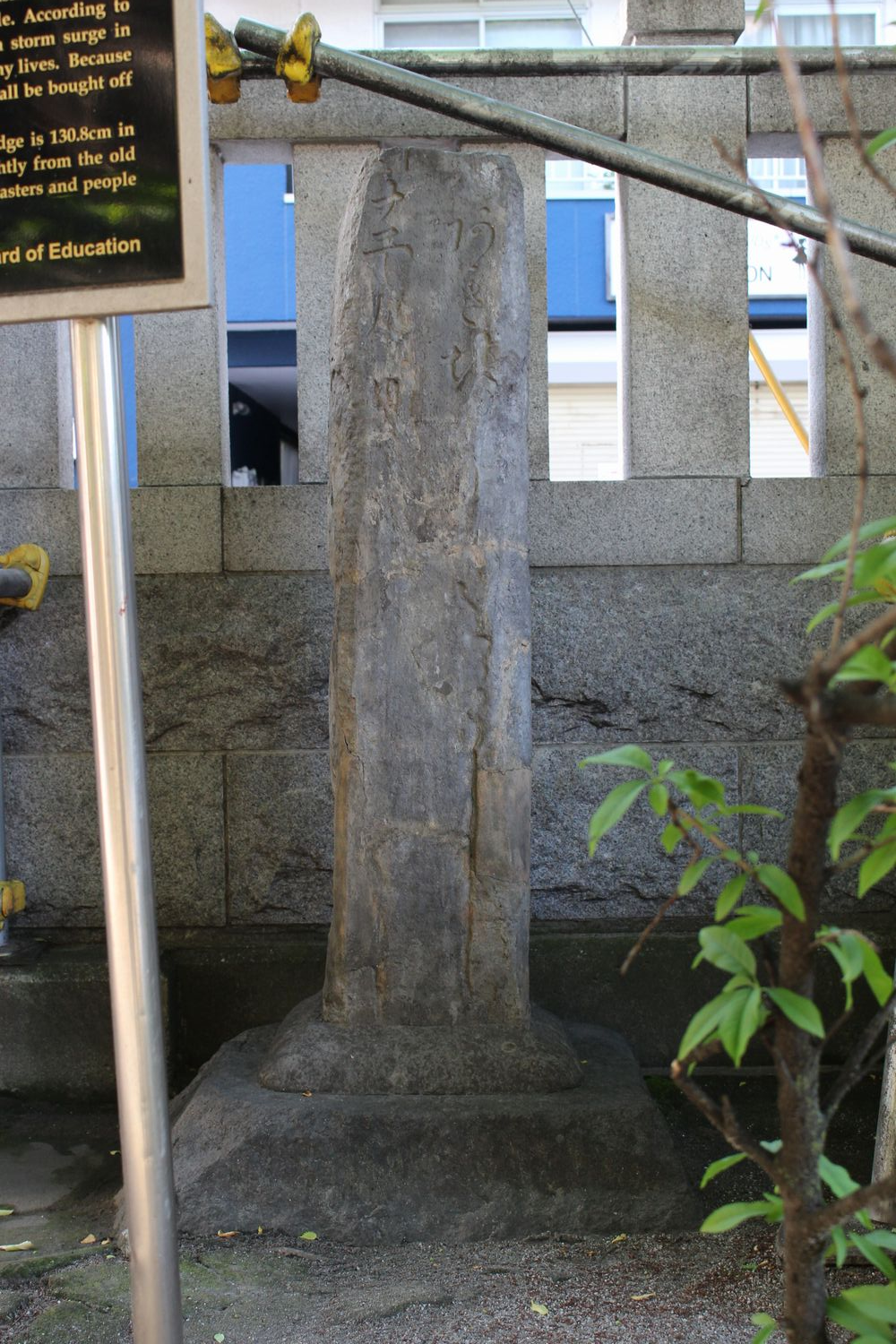
洲崎神社碑

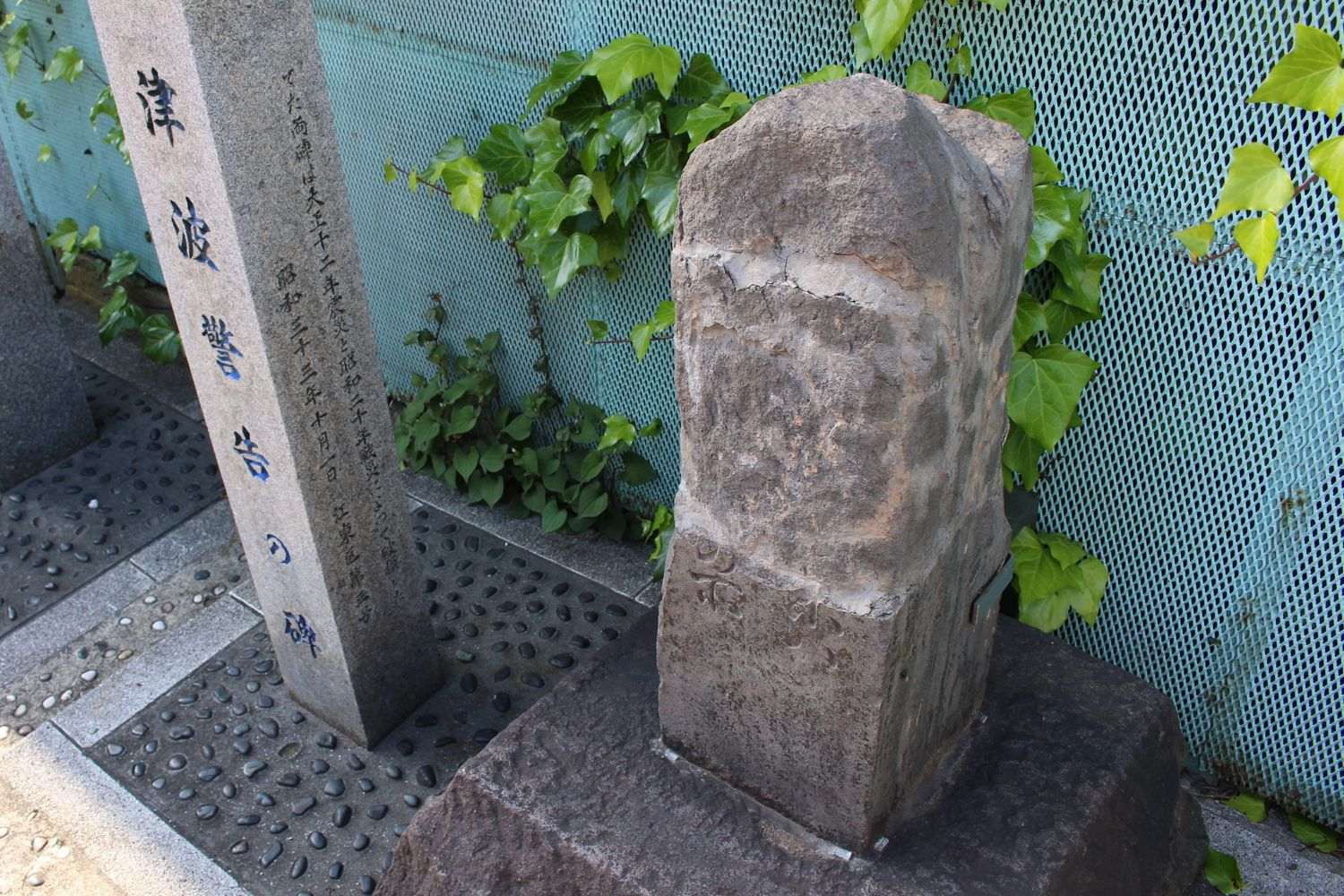
平久橋碑

## 概要
洲崎神社の境内にある洲崎神社碑と平久橋西詰のたもとにある平久橋碑の2基を総称して波除碑と称する。1794年（寛政6年）の建立時には海岸線に位置していたが、その後周辺の埋め立てが進み、現在は内陸部に所在している。また、建立当初の高さは6尺（約180cm）とされるが、2基ともに砂岩で造られたため、経年劣化や関東大震災、また太平洋戦争による戦災で損傷し、現在は縮んでいる（平久橋碑は高さ60cm程度）。碑文は屋代弘賢の撰ともいわれているが、破損により判読は困難である。
洲崎神社碑は2014年度（平成26年度）に行われた一部補修工事により、従前の補修で付着したモルタルや鉄筋の補強などを取り除かれ、本来の姿に近付けられた。
平久橋碑は上部の約3分の2が消失しており、太平洋戦争後に脇に木碑が建てられたが、1958年（昭和33年）にさらに木碑の代わりに石碑「津波警告の碑」が建てられた。
1914年（大正13年）2月5日に東京都の史跡に仮指定され、1942年（昭和17年）9月30日史跡「津波警告碑」として指定された。1952年（昭和27年）4月1日に東京都史跡に指定、1976年（昭和51年）7月1日に有形民俗文化財へ条例改正された後に1981年（昭和56年）6月4日に郷土資料へ種別変更された。

## 歴史
1791年（寛政3年）9月4日、深川一帯の高潮被害により多くの死者・行方不明者が出た。そのため、江戸幕府は洲崎弁天から西側一帯の土地（約18000㎡）を買い上げ、家屋を建てることを禁止し空地とした。1794年（寛政6年）12月、その空地の北側東西端（約600m離れている）に、高潮被害を後世に伝えるための石碑が建立された。これが波除碑のはじまりである。
歌川広重の東都名所「洲崎弁財天境内全図・同海浜汐干之図」において神社と空地および波除碑が描かれている。

## アクセス
- 平久橋碑　東京メトロ東西線木場駅から徒歩10分[2]
- 洲崎神社碑　東京メトロ東西線木場駅から徒歩5分[2]